# 维特达
维特达（德語：Witterda）是德国图林根州的一个市镇。总面积12.47平方公里，总人口1095人，其中男性563人，女性532人（2011年12月31日），人口密度88人/平方公里。